# Jemima Jelagat Sumgong
Jemima Jelagat Sumgong (* 21. Dezember 1984) ist eine kenianische Marathonläuferin und Olympiasiegerin.

## Werdegang
2004 siegte sie beim Halbmarathonbewerb des North Sea Beach Marathons.
2006 wurde sie jeweils Zweite beim Newport 10,000 und beim Peachtree Road Race, Dritte beim Boilermaker 15K und siegte beim Las-Vegas-Marathon. Im Jahr darauf wurde sie Dritte beim Azalea Trail Run und Vierte beim Frankfurt-Marathon. 2008 folgte ein zweiter Platz beim Rock ’n’ Roll Marathon. 2010 wurde sie jeweils Fünfte beim Berliner Halbmarathon und beim Rock ’n’ Roll Marathon.
Nach einer Babypause siegte sie 2011 beim Castellón-Marathon.

### Dopingsperre 2012
2012 stellte sie einen Streckenrekord beim Lago-Maggiore-Halbmarathon auf und wurde Zweite beim Boston-Marathon. Dort war ihr Dopingtest positiv auf das Kortison-Präparat Prednisolon. Ihre zweijährige Sperre wurde aber wieder aufgehoben, weil die Injektion medizinisch indiziert war.
Am 24. April 2016 gewann sie den London-Marathon mit 2:22:58 h.

### Olympische Spiele 2016
Am 14. August 2016 gewann Sumgong den Marathon der Olympischen Spiele in Rio de Janeiro mit einer Zeit von 2:24:04 h. Sie ist die erste Kenianerin, der ein Sieg im Frauenmarathon bei den Olympischen Spielen gelang.

### Dopingsperre 2017
Im April 2017 wurde bekannt, dass Sumgong bei einem Dopingtest positiv auf Epo getestet wurde. Anschließend wurde sie für vier Jahre gesperrt. Sie durfte ihr Marathongold der Olympischen Spiele 2016 jedoch behalten. Die Dopingsperre wurde Ende Januar 2019 auf acht Jahre verdoppelt, weil sie beim Versuch sich zu entlasten gefälschte Krankenhausbescheinigungen vorlegte. Sie darf bis zum Jahre 2025 an keinen Wettkämpfen teilnehmen.

### Privates
Jemima Jelagat Sumgong ist mit ihrem Läuferkollegen Noah Talam verheiratet und Mutter einer Tochter. Sie ist seit 2009 bei den Kenianischen Streitkräften angestellt und wird in Kapsabet vom Italiener Claudio Beradelli trainiert.

## Persönliche Bestzeiten
- 10-km-Straßenlauf: 31:50 min, 16. September 2012, Philadelphia
- Halbmarathon: 1:08:35 h, 11. März 2012, Verbania
- Marathon: 2:20:48 h, 13. Oktober 2013, Chicago

## Sportliche Erfolge
| Datum/Jahr    | Platz | Wettbewerb                             | Austragungsort | Zeit    | Distanz      | Bemerkung                           |
| ------------- | ----- | -------------------------------------- | -------------- | ------- | ------------ | ----------------------------------- |
| 31. Dez. 2016 | 1     | Corrida Internacional de São Silvestre | São Paulo      | 48:35   | 15 km        |                                     |
| 14. Aug. 2016 | 1     | Olympische Spiele 2016                 | Rio de Janeiro | 2:24:04 | Marathon     |                                     |
| 24. Apr. 2016 | 1     | London-Marathon 2016                   | London         | 2:22:58 | Marathon     |                                     |
| 13. Okt. 2013 | 2     | Chicago-Marathon 2013                  | Chicago        | 2:20:48 | Marathon     | persönliche Bestzeit                |
| 16. Apr. 2012 | 2     | Boston-Marathon 2012                   | Boston         | 2:31:52 | Marathon     | Zweite hinter Sharon Jemutai Cherop |
| 10. Dez. 2006 | 1     | Las-Vegas-Marathon                     | Las Vegas      | 2:35:22 | Marathon     |                                     |
| 27. Juni 2004 | 1     | North Sea Beach Marathon               | Jütland        | 1:27:51 | Halbmarathon |                                     |